# Raúl Macías
Raúl «el Ratón» Macías Guevara (Ciudad de México; 28 de julio de 1934 - Ibidem; 23 de marzo de 2009) fue un boxeador mexicano, quien ganó en 1955 el campeonato mundial de peso gallo de la Asociación Nacional de Boxeo, organismo precursor de la Asociación Mundial de Boxeo. 
En su carrera como aficionado, ganó una medalla de bronce en los Juegos Panamericanos de 1951 y los VI Juegos Centroamericanos y del Caribe del mismo año.

## Primeros años y carrera amateur
Nació en el barrio bravo de Tepito en la Ciudad de México. Sus dos hermanos mayores ya estaban involucrados en el boxeo, lo que influyó en su propio interés por el deporte. El apodo de "Ratón" se le atribuyó debido a su tamaño, ya que en el gimnasio se enfrentaba a boxeadores más grandes y tenía que confiar en su velocidad y agilidad para competir.
Tuvo una incursión como pugilista amateur en los Juegos Panamericanos de 1951 y los VI Juegos Centroamericanos y del Caribe, donde logró ganar la medalla de bronce. Sin embargo, en los Juegos Olímpicos de Helsinki 1952, tuvo una actuación menos exitosa, terminando en noveno lugar. Macías más tarde expresó que creía que había sido víctima de un fallo arbitral injusto en esa competencia, lo que le llevó a sentir que le habían robado la pelea en favor del boxeador ruso Genaddij Garbussov.

## Carrera profesional
El 10 de noviembre de 1952, realizó su debut como boxeador profesional derrotando a Chucho Tello por puntos en Culiacán. Un mes después, volvió a vencer a Tello en una revancha. Posteriormente, acumuló un récord de 8-0 con dos nocauts. El 17 de octubre de 1953, ganó el título nacional de peso gallo derrotando por puntos a Alberto Couray en laArena Coliseo de la Ciudad de México.
El 10 de noviembre de 1952 realizó su debut como boxeador profesional derrotando Chucho Tello por puntos en Culiacán, un mes después volvió a vencer a Tello en una revancha. Posteriormente acumularía un récord 8-0 con dos nocauts y el 17 de octubre de 1953, ganó el título nacional de peso gallo derrotando por puntos a Alberto Couray en la Arena Coliseo de la Ciudad de México. Después de 6 victorias más, desafió a Nate Brooks por el campeonato de peso gallo de la North American Boxing Federation en una pelea que llenó la Plaza de toros de México con 55,000 asistentes.

### Campeón mundial
El campeón de peso gallo de la Asociación Nacional de Boxeo (NBA), Robert Cohen, se negó a defender su título contra Macías. Como resultado, la NBA decidió declarar el título vacante y organizar un combate entre Macías y Chamroen Songkitrat por el campeonato. Esta fue la primera oportunidad de Macías por un título mundial y su primera pelea en el extranjero. El 9 de marzo de 1955, en San Francisco, California, Macías ganó el campeonato mundial de peso gallo de la NBA al noquear a Songkitrat en el undécimo asalto. Macías derribó a Songkitrat en dos ocasiones en el sexto asalto, estableciendo su dominio a partir de ese momento. En el undécimo asalto, un golpe de derecha hizo que Songkitrat recibiera una cuenta de ocho, y poco después, un golpe a la cabeza lo derribó nuevamente. El árbitro Fred Apostoli, un ex campeón mundial, detuvo la pelea apenas treinta segundos después del inicio del undécimo asalto.

#### Macías vs Peacock
Tras esta victoria, Macías participó en una serie de peleas sin título. Sin embargo, en una de estas peleas sin título el 16 de junio de 1955, Macías sufrió su primera derrota por nocaut cuando fue noqueado a las 2 minutos y 29 segundos del tercer asalto por Billy Peacock en Los Ángeles. Los golpes de nocaut consistieron en dos ganchos de izquierda que dejaron a Macías con la mandíbula rota. A pesar de ser originalmente favorito con probabilidades de 3-1, Macías cayó a la lona antes en el asalto debido a un golpe en la mandíbula. Esta pelea sería la única derrota de Macías por nocaut y lo llevó a ser hospitalizado durante dos días.

#### Macías vs Espinoza
Obtuvo cinco victorias antes de defender su título mundial de peso gallo de la NBA por primera vez contra Leo Espinoza. El 25 de marzo de 1956, en la Ciudad de México, derrotó a Espinoza, padre del campeón mundial de boxeo de Filipinas, Luisito Espinoza, en un nocaut en el décimo asalto ante una multitud de 50,000 personas. Macías conectó un golpe en las costillas y un derechazo en la cabeza que derribó a Espinoza para la cuenta completa a los 2 minutos y 57 segundos del décimo asalto.

#### Macías vs Ursua
Después de siete victorias más en peleas sin título, se enfrentó a Dommy Ursua el 15 de junio de 1957 en San Francisco en su segunda defensa del título. Macías cayó en la cuenta de cuatro con un gancho de izquierda en el primer asalto, pero retuvo su campeonato, noqueando a Ursua en el undécimo asalto ante una multitud de 13,000 personas. Un corte encima del ojo de Ursua ralentizó su avance tras el sexto asalto. Macías fue sancionado por un golpe bajo en el undécimo, poco antes de desatar una combinación de derecha y dos manos que llevó al árbitro a terminar la pelea.

#### Macías vs Halimi
El 6 de noviembre de 1957, en el Wrigley Field de Los Ángeles, se enfrentó a Alphonse Halimi en su última pelea por el título. A pesar de que Halimi sacudió a Macías con un gancho en la mandíbula en el cuarto asalto, la pelea no incluyó caídas. Macías perdió su cinturón por una cerrada decisión dividida en 15 asaltos.

## Actividades posteriores
Se retiró en la Arena México a los 24 años, ante 17 mil espectadores. Tuvo relaciones de amistad con personajes de la farándula como María Félix, Cantinflas, Pedro Infante y Agustín Lara. Se le identificaba por la frase: "Todo se lo debo a mi mánager y a la Virgencita de Guadalupe". Actuó en algunas películas con estrellas de la época. Fue diputado federal suplente de Everardo Gámiz Fernández en la XLVI Legislatura del Congreso de la Unión de México.
El 5 de septiembre de 2009 se inauguró, en su memoria, el Gimnasio Raúl "el Ratón" Macias en la delegación Azcapotzalco de la Ciudad de México con presencia de José Sulaimán, presidente del Consejo Mundial de Boxeo.

## Muerte
Falleció a la edad de 74 años, por las complicaciones de cáncer de la próstata que tenía desde principios del siglo XXI y que posteriormente haría metástasis a colon las cuales fueron descubiertas en febrero del 2009, siendo realizada hemicolectomía. Después del procedimiento, siguió internado en el Hospital una semana más y a pesar de los tratamientos establecidos falleció por complicaciones respiratorias.

## Récord Profesional
| 43 peleas | 41 victorias | 2 derrotas |
| --------- | ------------ | ---------- |
| Nocaut    | 25           | 1          |
| Decisión  | 16           | 1          |

| No. | Resultado | Récord | Oponente            | Método | Asalto, tiempo | Fecha               | Localización                                              | Notas                                                               |
| --- | --------- | ------ | ------------------- | ------ | -------------- | ------------------- | --------------------------------------------------------- | ------------------------------------------------------------------- |
| 43  | Victoria  | 41-2   | Chocolate Zambrano  | TKO    | 5 (8)          | 1962-10-13          | Guadalajara, México                                       |                                                                     |
| 42  | Victoria  | 40-2   | Ernesto Parra       | UD     | 10             | 1959-02-28          | Ciudad de México, México                                  |                                                                     |
| 41  | Victoria  | 39-2   | Carmen Iacobucci    | KO     | 2 (10)         | 1959-02-08          | Mexicali, California                                      |                                                                     |
| 40  | Victoria  | 38-2   | Luis Trejo          | KO     | 8 (10)         | 1959-01-25          | Ensenada, Baja California                                 |                                                                     |
| 39  | Victoria  | 37–2   | Kid Irapuato        | UD     | 10             | 1958-11-10          | Tijuana, Baja California                                  |                                                                     |
| 38  | Derrota   | 36–2   | Alphonse Halimi     | SD     | 15             | 1957-11-06          | Wrigley Field, Los Angeles, California, United States     | Pierde el campeonato de peso gallo de Asociación Nacional de Boxeo  |
| 37  | Victoria  | 36–1   | Pastor González     | KO     | 5 (10)         | 1957-09-07          | Ciudad Juárez, Chihuahua                                  |                                                                     |
| 36  | Victoria  | 35–1   | Dommy Ursua         | TKO    | 11 (15)        | 1957-06-15          | Daily City, California                                    | Retiene el campeonato de peso gallo de Asociación Nacional de Boxeo |
| 35  | Victoria  | 34–1   | Juan Cárdenas       | KO     | 6 (10)         | 1957-02-10          | Ciudad de México, México                                  |                                                                     |
| 34  | Victoria  | 33–1   | Gaetano Annaloro    | UD     | 10             | 1956-11-21          | El Paso, Texas                                            |                                                                     |
| 33  | Victoria  | 32–1   | Johnny Hand         | KO     | 1 (10)         | 1956-11-13          | El Paso, Texas                                            |                                                                     |
| 32  | Victoria  | 31–1   | Ramon Young         | KO     | 2 (10)         | 1956-11-03          | Ciudad Obregón, Sonora                                    |                                                                     |
| 31  | Victoria  | 30–1   | Héctor Ceballos     | KO     | 4 (10)         | 1956-10-27          | Hermosillo, Sonora                                        |                                                                     |
| 30  | Victoria  | 29–1   | Larry Bataan        | KO     | 6 (10)         | 1956-09-05          | Los Ángeles, California, Estados Unidos.                  |                                                                     |
| 29  | Victoria  | 28–1   | Tanny Campo         | UD     | 10             | 1956-06-30          | Ciudad de México, México                                  |                                                                     |
| 28  | Victoria  | 27–1   | Adrián Kiriz        | KO     | 3 (10)         | 1956-05-26          | Monterrey, Nuevo León                                     |                                                                     |
| 27  | Victoria  | 26–1   | Mike Hernández      | KO     | 4 (10)         | 1956-04-21          | Mérida, Yucatán                                           |                                                                     |
| 26  | Victoria  | 25–1   | Leo Espinosa        | KO     | 10 (15)        | 1956-03-25          | Ciudad de México, México                                  | Retiene el campeonato de peso gallo de Asociación Nacional de Boxeo |
| 25  | Victoria  | 24–1   | Joe Chamaco         | KO     | 4 (10)         | 1956-01-29          | Irapuato, Guanajuato                                      |                                                                     |
| 24  | Victoria  | 23–1   | Lucio Torres        | KO     | 6 (10)         | 1956-01-15          | Veracruz, Veracruz                                        |                                                                     |
| 23  | Victoria  | 22–1   | Arturo Ruiz         | TKO    | 5 (10)         | 1955-12-11          | Acapulco, Guerrero                                        |                                                                     |
| 22  | Victoria  | 21–1   | Pedro Soto          | TKO    | 6 (10)         | 1955-11-21          | Orizaba, Veracruz                                         |                                                                     |
| 21  | Victoria  | 20–1   | Cecil Schoonmaker   | UD     | 10             | 1955-10-17          | Memorial Auditorium, Corpus Christi, Texas, United States |                                                                     |
| 20  | Derrota   | 19–1   | Billy Peacock       | TKO    | 3 (10)         | 1955-06-15          | Los Ángeles, California                                   |                                                                     |
| 19  | Victoria  | 19–0   | Moe Mario           | TKO    | 3 (10),        | 1955-05-12          | San Antonio, Texas                                        |                                                                     |
| 18  | Victoria  | 18–0   | Memo Sánchez        | KO     | 6 (10)         | 1955-04-10          | Mexicali, California                                      |                                                                     |
| 17  | Victoria  | 17–0   | Chamroen Songkitrat | TKO    | 11 (12)        | 1955-03-09          | Cow Palace, Daly City, California, Estados Unidos         | Gana el campeonato de peso gallo de Asociación Nacional de Boxeo    |
| 16  | Victoria  | 16–0   | Nate Brooks         | UD     | 12             | 1954-09-26          | Plaza de Toros México, Ciudad de México, México           | Gana el campeonato norteamericano de peso gallo                     |
| 15  | Victoria  | 15–0   | Fili Nava           | UD     | 12             | 1954-05-22          | Ciudad de México, México                                  | Retiene el campeonato nacional de peso gallo                        |
| 14  | Victoria  | 14–0   | Fili Nava           | UD     | 12             | 1954-04-10          | Ciudad de México, México                                  | Retiene el campeonato nacional de peso gallo                        |
| 13  | Victoria  | 13–0   | Billy Peacock       | TKO    | 7 (10)         | 1954-03-13          | Ciudad de México, México                                  |                                                                     |
| 12  | Victoria  | 12–0   | Alberto Reyes       | UD     | 10             | 1954-01-16          | Ciudad de México, México                                  |                                                                     |
| 11  | Victoria  | 11–0   | Lalo Gayosso        | TKO    | 3 (10)         | 1953-12-23          | Ciudad de México, México                                  |                                                                     |
| 10  | Victoria  | 10-0   | Alberto Reyes       | TKO    | 3 (10)         | 1953-11-21          | Ciudad de México, México                                  |                                                                     |
| 9   | Victoria  | 9–0    | Beto Couary         | UD     | 12             | 1953-10-17          | Ciudad de México, México                                  | Gana el campeonato nacional de peso gallo                           |
| 8   | Victoria  | 8–0    | Genaro Serafín      | UD     | 10             | 1953-09-12          | Ciudad de México, México                                  |                                                                     |
| 7   | Victoria  | 7–0    | Otilio Galván       | UD     | 12             | 1953-08-01          | Ciudad de México, México                                  |                                                                     |
| 6   | Victoria  | 6–0    | Trini Ruíz          | UD     | 10             | 1953-05-13          | Ciudad de México, México                                  |                                                                     |
| 5   | Victoria  | 5–0    | Manuel Armenteros   | UD     | 10             | 1953-04-15          | Ciudad de México, México                                  |                                                                     |
| 4   | Victoria  | 4–0    | Giraldo Bacho       | KO     | 4 (10)         | 1953-03-26          | Puebla, Puebla                                            |                                                                     |
| 3   | Victoria  | 3–0    | Memo Sánchez        | TKO    | 5 (10)         | 12 de abril de 2012 | Culiacán, Sinaloa                                         |                                                                     |
| 2   | Victoria  | 2–0    | Chucho Tello        | UD     | 10             | 1952-11-22          | Culiacán, Sinaloa                                         |                                                                     |
| 1   | Victoria  | 1–0    | Chucho Tello        | UD     | 10             | 1952-11-01          | Culiacán, Sinaloa                                         |                                                                     |